# Вигуричі (зупинний пункт)
Вигу́ричі — пасажирський залізничний зупинний пункт Рівненської дирекції Львівської залізниці.
Розташований у селі Вигуричі, Луцький район, Волинської області на лінії Підзамче — Ківерці між станціями Несвіч-Волинський (4 км) та Сенкевичівка (11 км).
Станом на березень 2019 року щодня дві пари електропоїздів прямують за напрямком Сапіжанка/Стоянів — Ківерці.